# Лоренцо Помпео
Лоренцо Помпео (італ. Lorenzo Pompeo; нар. 1968, Рим) — італійський славіст, перекладач. Перекладає з української, польської та російської мов.

## Біографія
Народився 1968 року в Римі. В 1994 закінчив докторантуру в Римському університеті «La Sapienza». Один з укладачів та редакторів італійсько-українського словника виданого в Мілані в 2005 році (Dizionario ucraino. Italiano-ucraino, ucraino-italiano. Vallardi, Milano 2005, ISBN 8882119793).
Мешкає в Римі.

## Переклади
- «Московіада» (Moskovjada), Юрій Андрухович (2003)
- «Культ» (Kult) Любко Дереш (2007)
- «Польові дослідження» Оксана Забужко (2008)
- «Депеш Мод» Сергій Жадан (2009)
- «Дванадцять обручів» Юрій Андрухович (ще не видана)